# Нова економічна географія
Нова економічна географія (НЕГ) — вид економічного аналізу, метою якого є пояснення просторової структури господарства шляхом створення моделей, де в умовах недосконалого ринку має місце зростання віддачі. Розвиток НЕГ був результатом спалаху інтересу економістів до питань облаштування простору господарювання. Виникнення нового напряму в економічній науці пов'язують із опублікуванням у журналі Journal of Political Economy роботи Пола Круґмана Increasing Returns and Economic Geography.

## Виникнення нової економічної географії
Поява нової економічної географії ознаменувала четверту хвилю революції в економічній науці, суть якої полягає у створенні моделей конкуренції, які допускають зростання віддачі від використання ресурсів. Вважають, що перелом відбувся в 1970-х роках, коли в рамках теорії галузевих ринків було створено перші моделі. На подальші дослідження значно вплинула робота Авінаша Діксіта та Джозефа Стігліца Monopolistic Competition and Optimum Product Diversity, опублікована в The American Economic Review 1977 року. Моделі, запропоновані в статті, були результатом формалізації розвиненого Едвардом Чемберліном вчення про монополістичну конкуренцію. Наприкінці 1970-х років низка теоретиків використали аналітичні прийоми теорії галузевих ринків для вивчення міжнародної торгівлі. Ще за кілька років ці ж інструменти аналізу запозичили дослідники науково-технічного прогресу та економічного зростання. При цьому основним засобом для аналізу залишалася модель Діксіта та Стігліца, застосування якої, зрозуміло, не було механічним.
Першим спробував застосувати новий аналітичний інструментарій для досліджень у предметній галузі економічної географії Пол Круґман. Він писав, що, провівши все своє професійне життя як фахівець у галузі міжнародної економіки, він розмірковував про проблеми економічної географії, але не усвідомлював цього. Остаточне оформлення нової економічної географії пов'язане з опублікуванням 1999 року книги Масахіси Фудзіти, Пола Круґмана та Ентоні Венейблса The Spatial Economy. За проведений у цій праці аналіз розміщення господарської діяльності Круґману 2008 року присуджено Нобелівську премію. У вступній частині книги автори розмістили опис найважливіших для їхнього аналізу моделей із регіональної науки та економіки міста, вказавши таким чином на наступність нової економічної географії. Йдеться про класичну модель ізольованої держави Йоганна фон Тюнена, екстерналії Альфреда Маршалла, модель Гендерсона, що описує залежність розмірів міст від їх спеціалізації, а також про теорію центральних місць Крісталлера і Леша та аналіз основного мультиплікатора (англ. base-multiplier analysis). Жак-Франсуа Тіс вказував також на роль у появі НЕГ принципу позитивного зворотного зв'язку, який викликає процес, що називається ефектом снігової грудки.
Однією з головних переваг цього напряму в порівнянні з регіональною наукою, економікою міста та теорією розміщення є те, що існування міста (центру господарської діяльності) не передбачається даним — поява центру в моделях НЕГ є результатом взаємодії доцентрових і відцентрових сил, описаним аналітично з урахуванням фактора відстані. В цілому ж нова економічна географія є результатом формалізації давно відомих географічній науці закономірностей.

## Аналітичні складові підходу
Професор економіки Оксфордського університету Ентоні Венейблс писав про існування двох аналітичних складових нової економічної географії.
Першою є усвідомлення, що просторові взаємодії пов'язані з витратами. А це означає, що ефективність працівників буде нижчою, якщо вони не перебувають у безпосередній близькості один з одним. НЕГ показує, як залежить кінцева картина від ступеня рухливості різних товарів та видів господарської діяльності між різними місцями.
Другою ключовою складовою є припущення того, що існують доцентрові сили, які підштовхують виробництво до зосередження в просторі. Власне, взаємодія доцентрових (наприклад, прямі та зворотні зв'язки у виробництві, зростання віддачі при транспортуванні) та відцентрових (наприклад, нерухомість деяких факторів виробництва, плата за оренду землі) сил — у центрі уваги підходу. Оскільки врахувати все різноманіття дійсності в одній моделі вкрай складно, прихильники підходу пропонують зупинитися на взаємодії однієї відцентрової та однієї доцентрової сили. Як правило, як доцентрову силу розглядають прямі та зворотні зв'язки у виробництві (між постачальниками сировини і переробними підприємствами або між працівниками й роботодавцями). Такі зв'язки в англійській літературі іноді називають терміном market size effects. Силою, що протидіє просторовому зосередженню господарської діяльності, зазвичай виступає нерухомість тих чи інших чинників виробництва. Пол Круґман — головний представник НЕГ — в одній зі своїх статей наводить два аргументи на користь такого вибору:
1. Бажано відокремити припущення від висновків, тобто уникнути пояснення агломерування (зосередження у просторі) дією агломераційного ефекту. Однак украй складно не порушити таку умову, якщо як відцентрові та доцентрові розглядати сили, що містяться всередині чорної скриньки, під назвою «зовнішні ефекти» (англ. external effects).
2. Оскільки в центрі уваги категорія місця, кращою є модель, у яку категорію відстані включено в природний спосіб. Цій вимозі найкраще задовольняють саме ефекти зв'язків, які, звичайно ж, опосередковані транспортними витратами[10].

## Прийоми у моделюванні
У книзі The Spatial Economy Пол Круґман, Масахіса Фудзіта та Ентоні Венейблс запропонували гасло, що виражає, на їхню думку, сутність прийомів, які застосовують прихильники НЕГ для вирішення технічних складностей аналізу: «Діксіт — Стігліц, айсберги, розвиток та комп'ютер».

### Модель Діксіта— Стігліца— Круґмана
Модель Діксіта — Стігліца — Круґмана — модель, яку 1977 року запропонували Авінаш Діксіт і Джозеф Стігліц, описує монополістичну конкуренцію як спробу усвідомити існування влади монополії і зростання віддачі, яка породжує цю владу. Одночасно модель намагається зберегти простоту давно знайомої моделі попиту та пропозиції. Отже, модель передбачає, що підприємства мають ринкову владу і вони її використовують. При цьому модель унеможливлює створення будь-якого картелю або цінової змови. Кожне підприємство моделі має монополію на певний товар, проте інші підприємства можуть запропонувати недосконалі субститути цього товару. Попри досить дивні початкові припущення щодо поведінки споживачів і технологій виробництва, модель проте має перевагу — зрештою вона пропонує картину розподілу господарської активності, в якій є зростання віддачі, але немає складнощів, з якими стикається дослідник при розгляді близької до дійсності олігополії.

### Айсберги
«Айсберги» стосуються моделі перевезення, яку 1952 року запропонував Пол Семюельсон в одній з небагатьох праць із теорії торгівлі, що враховують транспортні витрати. Замість опису індустрії перевезень як окремої галузі економіки, Семюельсон запропонував уявити, що товари можна вільно перевозити, але частина вантажу дорогою «тане». Це дозволяє спростити опис того, як підприємства-монополісти встановлюють свої ціни.

### Розвиток
Говорячи про розвиток (еволюцію), автори книги The Spatial Economy мають на увазі концептуалізацію того, як економіка «вибирає» одну із можливих географічних структур. Більшість моделей НЕГ припускають множинність рівноважних станів, що відбивається у графіках біфуркацій. Відмінною рисою нової економічної географії є нехтування ролі очікувань найважливіших агентів господарювання у прийнятті ними рішень. Ключову роль відведено ідеї самоорганізації господарства, своєрідному мосту між двома концепціями розвитку: в одних моделях головну роль відведено випадку, в інших — відмінностям природного потенціалу місць.

### Комп'ютер
Словом комп'ютер позначено роль ЕОМ, які полегшили побудову складних числових моделей. Віддаючи належне можливостям сучасних комп'ютерів, представники НЕГ, однак, визнають за можливе отримання задовільних результатів без використання громіздкого математичного апарату.

## Базові моделі

### Модель «центр-периферія»

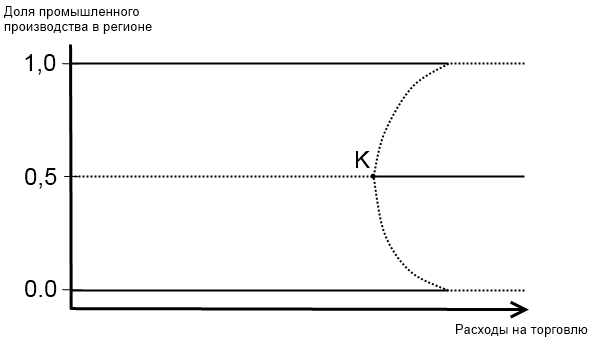
Розподіл промисловості між двома регіонами, спочатку порівну наділеними трудовими ресурсами. Суцільною лінією позначено стійку рівновагу, пунктирною — нестійку рівновагу; K — точка біфуркації

Модель «центр-периферія» (англ. The core-periphery model) для економічної географії запропонував 1991 року Круґман. Вона показує, як взаємодія зростання віддачі лише на рівні підприємства, транспортних витрат і рухливості чинників виробництва може викликати зміну просторової економічної структури.
У моделі представлено два регіони з двома виробничими секторами (сільським господарством та промисловістю) та двома видами робочої сили (селянами та робітниками). Промисловий сектор випускає континуум різновидів горизонтально диференційованого товару. Кожен різновид виробляє окреме підприємство з економією від масштабу. При цьому єдиним ресурсом, що вводиться, є робітники, які можуть вільно переміщуватися з одного регіону в інший. Сільськогосподарський сектор виробляє однорідний продукт за умов постійної віддачі, використовуючи селян як єдиний споживаний ресурс. Передбачається, що селяни, які порівну розподілені між двома регіонами, не мають можливості переміщатися з одного регіону в інший. Модель припускає, що торгівля продуктом сільського господарства між двома регіонами не пов'язана з витратами. Одночасно, міжрегіональна торгівля промисловими товарами передбачає додатні транспортні витрати (описувані як частка товару, яка не досягає кінцевого споживача через «танення» в дорозі).
Оскільки селяни споживають обидва види товарів, їхня нерухомість є відцентровою силою. Відцентрова сила в цій моделі пов'язана з коловою причинністю (англ. circular causation), або позитивним зворотним зв'язком. Більша кількість підприємств у певному регіоні зумовлює більшу різноманітність виробів, що тут виробляються. Отже, робітники, які також є споживачами, у цьому регіоні отримують кращий доступ до більшої кількості різновидів товару порівняно з робітниками іншого регіону. Отже, робітники в першому регіоні мають більший реальний дохід, що спонукає робітників іншого регіону за інших рівних умов до міграції в цей регіон. Зростання числа робітників у цьому регіоні викликає відомий у міжнародній торгівлі ефект внутрішнього ринку. Іншими словами, економія від масштабу спонукає виробництво будь-якого різновиду горизонтально диференційованого товару до зосередження в одному регіоні.
Структуру господарства, в якій господарська діяльність гранично зосереджена в одному регіоні, називають структурою центру та околиці. Пол Круґман стверджує, що ймовірність утворення такої структури велика, якщо виконується хоча б одна з таких умов:
- витрати на перевезення промислової продукції досить малі;
- різновиди цієї продукції досить диференційовані;
- витрати на придбання промислових товарів досить великі[18].

### Розвиток міських систем
Модель центру та околиці пояснює причини зосередження господарської діяльності в одному із двох регіонів. Але насправді господарська діяльність поширюється на неперервному просторі з багатьма регіонами. У цьому випадку кількість рівноважних станів стає величезною, що робить практично неможливим передбачення результатів розвитку системи.
Щоб вийти за рамки моделювання двоскладового світу, часто застосовують підхід до морфогенезу в біології Алана Тюрінга. Так, автори книги The Spatial Economy пропонують уявити колову економіку (англ. circular economy), де населення розподілено по колу. Вони показують, що випадковий розподіл виробництва перетворюється на певну кількість центрів, обсяг яких обернено пропорційний витратам перевезення. Якщо ж задано деяку кількість центрів, зменшення величини транспортних витрат викликає зміни лише після досягнення деякої критичної точки, в якій економіка організує себе так, що кількість центрів зменшиться, а величина їх зросте.
Інший підхід запропонували 1997 року Фудзіта та Морі. В їхній моделі населений регіон спочатку малий. Зростання чисельності населення викликає розширення регіону. Спочатку розширення здійснюється за рахунок поширення сільськогосподарського виробництва на території навколо регіону. Оскільки селяни потребують промислових товарів, виникають нові промислові центри, віддалені від старого. Так економіка, що розширюється, стимулює розвиток своєї міської системи.
В обох випадках розглядається територія з однорідною географією. Облік характеристик місцевості дозволяє звузити коло можливих розташувань нових центрів з виробництва промислових продуктів. Наприклад, очевидною перевагою розміщення біля впадання однієї судноплавної річки в іншу.

### Проміжні товари та промислові кластери
Зосередження господарської діяльності в описаних вище моделях відбувається завдяки рухливості трудових ресурсів. Але насправді концентрація виробництва значно більша, ніж концентрація ресурсів. Тобто, не кожна агломерація є важливим виробником у всіх галузях.
Щоб змістити акцент із агломерації ресурсів на географічну концентрацію окремих галузей, модель центру та периферії дещо змінено. Суть зміни полягала в допущенні такої вертикальної структури виробництва, де одні підприємства виробляють напівфабрикати для інших підприємств. При цьому підприємства обох секторів відчувають вплив зростання віддачі та витрат за перевезення своєї продукції. З цього випливає, що існують прямі та зворотні зв'язки, які підштовхують підприємства різних секторів до зосередження одному місці. Іншими словами, виробники проміжних товарів отримують перевагу від розміщення в тому ж місці, де розміщені підприємства, які виробляють кінцеві товари, оскільки там перед ними відкривається більший ринок; одночасно перевагу від розміщення поряд із підприємствами-постачальниками отримують виробники кінцевих товарів.
У цій моделі концентрація відбувається виключно через мобільність підприємств, навіть якщо трудові ресурси не мають достатньої рухливості або взагалі її позбавлені. Модель застосовують для багатьох різних ситуацій. Наприклад, усередині країни може бути нееластична пропозиція землі чи житла в кожному місті, що обмежує рухливість трудових ресурсів. Попри це, концентрація все таки може відбуватися через різні рівні зайнятості і відмінність цін на житло в різних містах.
Модель також використано для дослідження міжнародної торгівлі. Результатом стала модель, що описує розвиток країн Півночі та Півдня. Самі автори моделі дали їй іронічну назву «Історія світу, частина I» (англ. History of the World, Part I).

## Відгуки про НЕГ представників суміжних напрямків
До появи нової економічної географії спроби здійснення строгого теоретичного аналізу робилися у межах регіональної науки. Спільність предмету дослідження спричинила «незручні» відносини між двома напрямками. Наприклад, відома критична стаття одного з представників старого напрямку — Ендрю Ісермана — з викличним заголовком «Це очевидно, це неправильно, і в будь-якому випадку це було сказано багато років тому»? Пол Кругман про великі міста (англ. "It's Obvious, It's Wrong, і Anyway The Said It Years Ago"? Paul Krugman on Large Cities). Іншим відомим критиком НЕГ є професор Кембриджського університету Рон Мартін, який у своїй статті 1999 написав, що нова економічна географія викликає безглузде почуття дежавю. Різким у своїй оцінці ролі НЕГ був і професор Тревор Джон Барнс, який стверджував, що нова економічна географія — це лише одна з багатьох спроб залучити до економічної географії економістів.